# Louis-Sébastien Mercier
Pour les articles homonymes, voir Mercier et Louis Mercier.

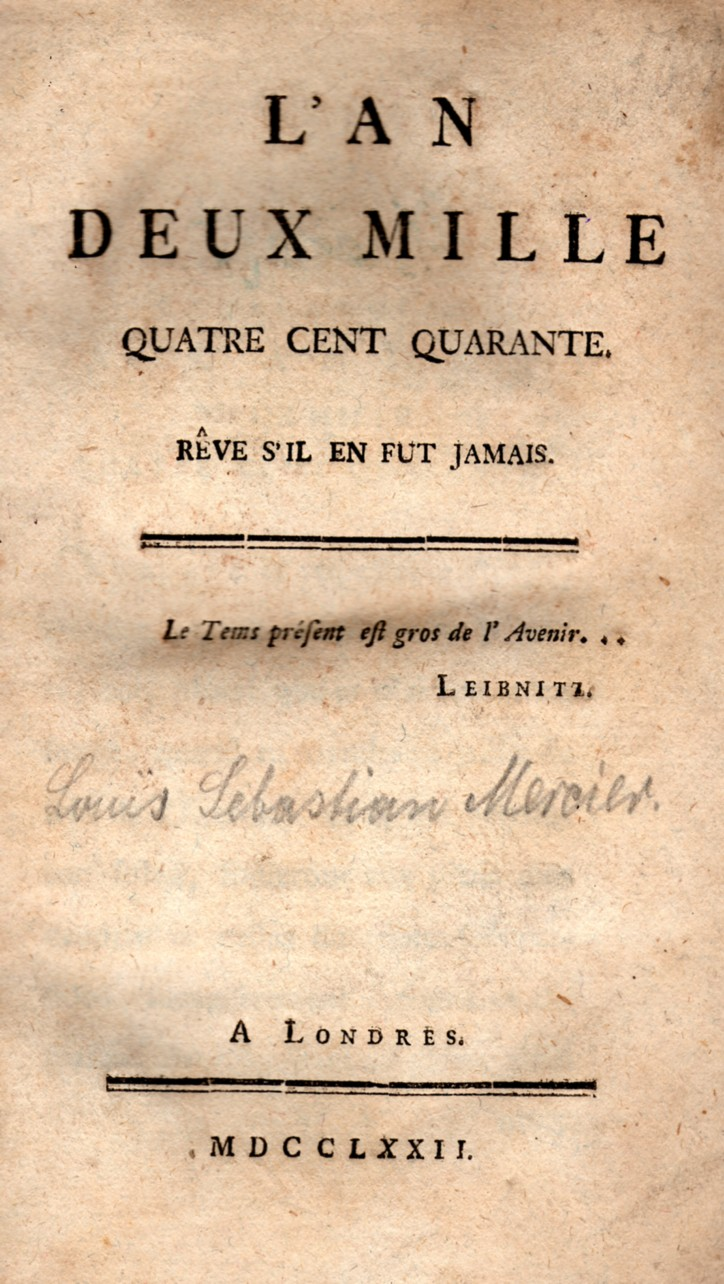
Ouvrage de Louis-Sébastien Mercier, interdit en France - Londres 1772.

Louis-Sébastien Mercier, né le 6 juin 1740 à Paris et mort dans la même ville le 25 avril 1814, est un écrivain français du mouvement des Lumières, à la fois romancier, dramaturge, essayiste, philosophe, critique littéraire et journaliste.
Auteur prolifique, il est l’un des hommes dont la vie littéraire a été la plus active au XVIIIe siècle, qui s’appelait lui-même « le plus grand livrier de France » ; il reste essentiellement connu aujourd'hui pour son roman d'anticipation l’An 2440 (1771) et pour son Tableau de Paris (1781), publiés avant la Révolution. Il est également l’auteur d'une trentaine de pièces de théâtre, de dizaines de pièces en vers et de nombreux essais critiques, et le fondateur des Annales patriotiques et littéraires.

## Biographie

### Sa famille
Louis-Sébastien Mercier était issu d’une famille de la petite bourgeoisie, Mercier naquit le 6 juin 1740 à Paris, quai de l’École, entre le Pont Neuf et le Louvre, où son père, Jean-Louis Mercier, tenait boutique de marchand fourbisseur, et baptisé deux jours plus tard en l’église Saint-Germain l’Auxerrois.
Originaire de Metz et veuf d’une première femme, Claude Galloy, Jean-Louis Mercier signa le 24 août 1739 un contrat de mariage avec Élisabeth Andrée Le Pas, fille de feu Martin Le Pas, maître maçon, et l'épousa le lendemain en l'église Saint-Sauveur de Paris. Louis-Sébastien naquit l'année suivante. Un cadet, Charles André, qui devait plus tard tenir l’hôtel des Trois-Villes, rue de Tournon, vit le jour en 1741. Un troisième enfant, Jean-Baptiste, mourut au berceau. Sa mère mourut à son tour le 30 juillet 1743, et son père se remaria une troisième fois, le 1er juin 1744 en l'église Saint-Eustache de Paris, avec Charlotte Spol, qui lui donna une fille, Anne Charlotte,.

### Ses études
Après avoir appris quelques rudiments de latin d’un maître de pension, Louis-Sebastien Mercier entra comme élève externe au collège des Quatre-Nations en 1749. Ayant découvert en 1757 le Théâtre-Français,, son goût pour le théâtre et les romans, ainsi que son amitié avec Crébillon fils, le décidèrent vers 1765, à vivre de sa plume. Il publia d’abord des héroïdes qui eurent un succès discret, ce qui l'amena sans doute à préférer plus tard la prose aux vers. Il écrivit alors quelques essais critiques sur le milieu littéraire et des récits.

### Les débuts professionnels et littéraires

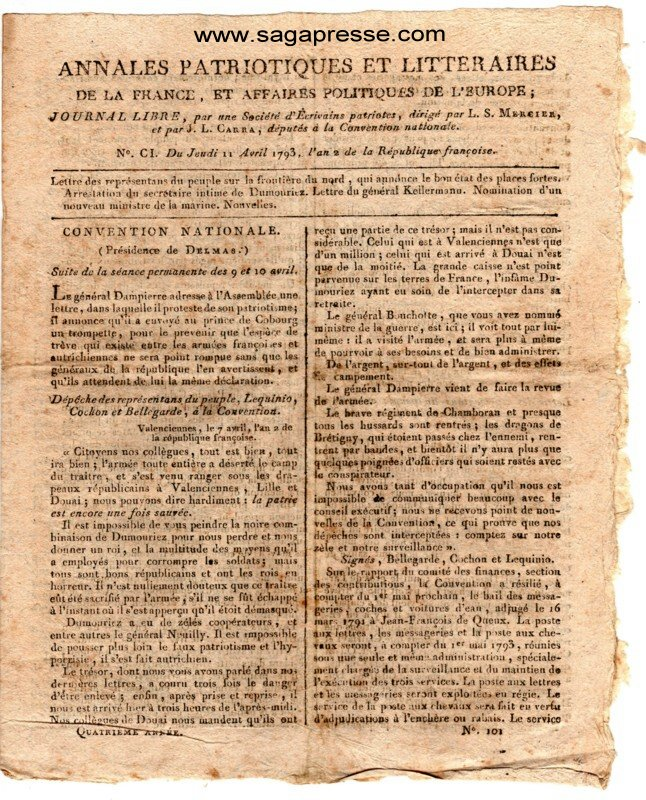
Journal de Louis-Sébastien Mercier Les Annales Patriotiques, du 11 avril 1793.

En février 1763, alors qu’il n’était pas maître ès arts, il fut nommé régent de cinquième au collège de la Madeleine, à Bordeaux, avec mille livres d’appointements, après l’expulsion des Jésuites, prononcé par un arrêt du Parlement de Bordeaux le 26 mai 1762. Ses obligations lui laissèrent assez de loisirs pour écrire des vers, publiés dans l’Iris de Guyenne, un journal éphémère fondé à Bordeaux en imitation du Mercure de France. Ayant quitté cette place, il revint à Paris et forma en 1765 le projet de se rendre en Russie. Toutefois, son passeport lui fut refusé, et une visite au duc de Choiseul n’y changea rien,. Il fit des romans et des traductions qui restèrent dans l’obscurité, et il ne commença à acquérir quelque réputation que par des drames imités en partie de l’anglais et de l’allemand. Le Théâtre-Français ayant ajourné la représentation d’une de ses pièces, intitulée Natalie, il rédigea un factum, à la suite duquel ses entrées lui furent retirées. Il poursuivit alors les comédiens devant les tribunaux et, pour soutenir lui-même sa cause, se fit recevoir avocat. Ses adversaires trouvant le moyen d’entraver la procédure, le procès n’aboutit pas et Mercier dut faire imprimer ses pièces qui furent alors pour la plupart jouées en province et avec succès ; elles revinrent ensuite au Théâtre-Italien, où quelques-unes d’entre elles obtinrent une grande vogue.

En 1770, la publication de l’uchronie l’An 2440 (Amsterdam, 1770, in-8°, 1786, 3 vol. in-8°), est la réalisation des utopies dont rêvait Mercier en matière d'éducation, de morale et de politique. On reconnut de la verve dans cet ouvrage d’anticipation, mais on le traita de folie ; et cependant la Révolution allait bientôt réaliser plusieurs des prophéties de Mercier. Dans cet ouvrage, Mercier défend les idées des Philosophes et déclare dans son avant-propos : 

« Désirer que tout soit bien est le vœu du Philosophe. J’entends par ce mot dont on a sans doute abusé, l’être vertueux et sensible qui veut le bonheur général. Le mal fatigue les regards du sage ; il s’en plaint et il sait que le mal abonde sur terre… Pourquoi nous serait-il défendu d’espérer qu’après avoir décrit ce cercle extravagant de sottises autour duquel s’égarent les passions de l’homme, il ne revienne à la lumière pure de l’entendement ?... Oh ! Mes chers concitoyens ! Vous que j’ai vu gémir si fréquemment sur cette foule d’abus dont on est las de se plaindre, quand verrons-nous nos grands projets, quand verrons-nous nos songes se réaliser ? … »

Il publia ensuite de nombreuses pièces de théâtre, drames historiques ou bourgeois, dont quelques-unes eurent un certain succès, notamment provincial. Dès lors, ses essais se firent plus polémiques.
En 1781, Mercier commença la publication, sans nom d’auteur, des deux premiers volumes de son Tableau de Paris, document irremplaçable et témoignage pittoresque sur les mœurs de l’époque. Quelques personnes ayant été inquiétées à ce sujet par la police, il alla se déclarer lui-même au lieutenant général Lenoir, puis il quitta Paris le 17 juin et se réfugia dans la principauté de Neuchâtel, en Suisse, où il arriva le 19 juillet et séjourna, de crainte d’être poursuivi en justice, de 1781 à 1785. D’abord installé chez Samuel Fauche, il se brouilla avec lui à la fin d’août 1781. En septembre, il signa un traité avec la Société typographique de Neuchâtel, qui prépara l’impression d’une seconde édition du Tableau de Paris. Mercier y travailla à son Tableau, dont les derniers volumes furent publiés en 1788, et qui comptèrent finalement plus de mille chapitres en douze volumes. Dans l’intervalle, il fit encore paraître plusieurs ouvrages dramatiques et politiques, entre autres Mon bonnet de nuit, et Mon bonnet du matin, ouvrages composites qui mêlent les rêveries philosophiques aux morceaux critiques principalement portés contre la littérature ancienne et contre les écrivains français du XVIIe siècle.
Malade, il entreprit après son rétablissement un voyage qui le conduisit à Paris en 1782, avant de retrouver la Suisse en novembre. Reçu le 31 mai 1783 dans la Compagnie des mousquetaires, société neuchâteloise, il séjourna durant l’année à Genève et Lausanne, visita Berne, Lucerne, Soleure et Zurich. En automne 1787, il entreprend un voyage en Allemagne; dans le Palatinat d'abord pour rendre visite à la fille de son éditeur Osterwald qui dirige un institut pour jeunes filles à Frankenthal, le "Kurfürstliche Erziehungshaus" de Frankenthal et puis très probablement pour entrer en contact avec son traducteur Carl Friedrich Cramer de Kiel.
De retour à Paris fin 1785 ou début 1786, Mercier collabora, au commencement de la Révolution, à plusieurs journaux, le Spectacle national, la Tribune des hommes libres ou La Sentinelle de Jean-Baptiste Louvet de Couvray. En octobre 1789, il fonda avec Jean-Louis Carra les Annales patriotiques, destinées à propager les idées révolutionnaires, qu’il rédigea jusqu’en 1791. Il fut l’ami de François de Pange.
Bientôt, rompant avec les Jacobins, il ne craignit pas de les attaquer dans la feuille girondine la Chronique du mois éditée par le Cercle social.

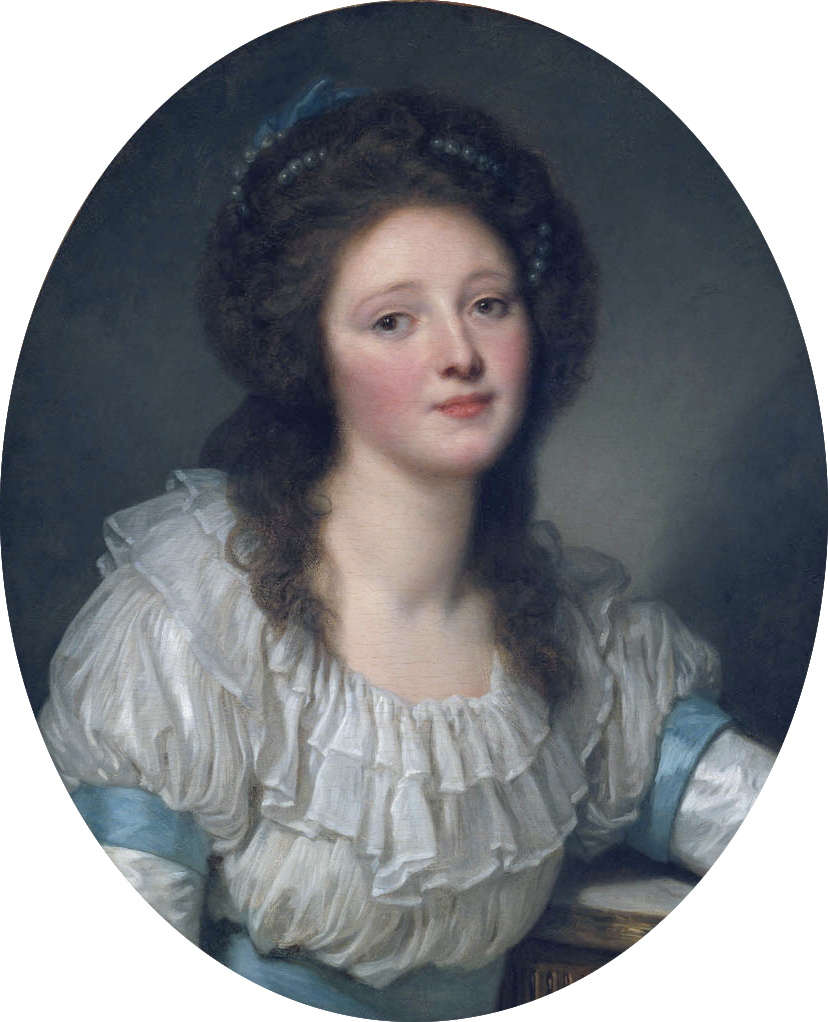
Madame Mercier (par Jean-Baptiste Greuze).

En 1792, Mercier se lie à Louise Marie Anne Machard, née le 18 juillet 1768, qu'il épouse en 1814. De leur union naissent Héloïse en novembre 1792, et Sébastienne en pluviôse an II (février 1794).
En septembre 1792, lors des élections à la Convention nationale, Louis-Sébastien Mercier est élu député du département de la Seine-et-Oise, le onzième sur quatorze, et député suppléant du Loir-et-Cher, le premier sur cinq. Il opte pour la Seine-et-Oise. Dès le début de son mandat, il entre au Comité d'instruction.
Mercier siège sur les bancs de la Gironde. Lors du procès de Louis XVI, il vote « la détention perpétuelle », rejette l'appel au peuple mais vote en faveur du sursis à l'exécution. En avril 1793, il vote en faveur de la mise en accusation de Jean-Paul Marat, qui le dénonce un mois plus tard dans son journal comme « membre de la faction des hommes d’État ». À la fin du même mois, il vote en faveur du rétablissement de la Commission des Douze. En octobre, pour avoir signé, ainsi que soixante-douze de ses collègues, une protestation contre l'arrestation des députés girondins le 2 juin, Mercier est décrété d'arrestation sur motion d'Amar, membre du Comité de Sûreté générale. Ils sont libérés et réintégrés à la Convention en frimaire an III (décembre 1794).
Le 23 vendémiaire an IV, il fut élu au Conseil des Cinq-Cents par les Côtes-du-Nord par 235 voix sur 369 votants et le Nord par 302 voix sur 561 votants. Optant pour le second département, il s’opposa au décret qui décernait les honneurs du Panthéon à Descartes, qu’il accusait d’erreurs et dont il avait pourtant publié un éloge dans sa jeunesse. Il considère que Descartes, en inventant la liberté de pensée, est à l’origine des courants révolutionnaire et contre-révolutionnaires et donc coupable de la terreur. Il s’emporta aussi contre Voltaire, qu’il accusa d’avoir détruit la morale en attaquant la religion. Enfin, dans une autre occasion, il fit le procès à la philosophie et s’éleva contre la diffusion de l’instruction dans les masses, ce qui lui valut le surnom de « singe de Jean-Jacques ». À partir de 1798, il se tint à l’écart de la politique.
Ces contradictions ne furent pas les seules de Mercier : alors qu’il avait écrit contre la loterie, lorsqu’elle fut rétablie, il accepta, en 1797, une place de contrôleur de cette administration. Il s’en tira par un mot spirituel : « Depuis quand, dit-il, n’est-il plus permis de vivre aux dépens de l’ennemi ? » Il avait également écrit des diatribes contre les cercles et les académies et n’en devint pas moins membre de la seconde classe de l’Institut (Sciences morales et politiques) lors de sa création, aux côtés de l'abbé Grégoire et de Bernardin de Saint-Pierre. Ayant autrefois critiqué le formalisme stérile de l’Académie française d'Ancien Régime, il accueillit avec bienveillance la formation de cette section appelée à travailler à l'élévation morale de la nation. « Placé plus haut, disait-il, j’y vois mieux. ». Mais lors de la réorganisation de l’Institut, en 1803, la classe de Morale, jugée subversive par le régime bonapartiste, fut dissoute et Mercier fut placé dans la classe d’histoire et de littérature ancienne. Il disait que le premier consul l’y avait déporté.
En sortant du Conseil des Cinq Cents, le 20 mai 1797, il fut nommé professeur d’histoire aux écoles centrales. Il s’y occupa surtout de littérature et se plut à reproduire toutes les attaques qu’il avait dirigées autrefois contre les classiques. Locke, Condillac et leurs disciples devinrent aussi le sujet de ses attaques, appelant les idéologues (le parti de Daunou) les idiots rogues ou les idiologues. Les découvertes physiques ne lui inspiraient pas plus de respect : irrité contre le dogmatisme scientifique, il attaqua même le système astronomique de Copernic et de Newton, prétendant avec ironie qu'il valait mieux que la Terre fût ronde et plate et que le Soleil tourne autour de ce plateau comme un cheval de manège, plutôt que ce soit la Terre qui pivote, pareille à un « dindon en broche » comme le voulaient les partisans de Newton. Il dénigra, dans les arts, ceux qui corrompaient les mœurs par le spectacle de la lascivité, tels que la gravure ou la sculpture, appelant les statues des poupées de marbre. Il aurait voulu supprimer jusqu’au nom des Raphaël, des Corrège, des Titien, dont les œuvres, prétendait-il, avaient été si pernicieuses pour les mœurs. Il attaqua, pour comble de paradoxe, le rossignol, à qui il dit : « Tais-toi, vilaine bête » et exalta la fauvette. Il se mêla aussi de physiognomonie, et comme jaloux de la gloire de Lavater, il avança, pour le tourner en dérision, un système selon lequel on pouvait arriver à la connaissance de l’homme par la seule inspection des pieds. Il avait imaginé une bibliothèque française, où il plaçait Marmontel et Le Tourneur, mais d’où il excluait Malebranche, les Provinciales et tout Bossuet, « dont l’Histoire universelle n’est qu’un squelette chronologique sans vie et sans couleur ». Il n’aimait pas non plus les livres reliés et, lorsqu’il en achetait qu’il n’avait pu se procurer autrement, il leur cassait le dos et en faisait des brochures en les dépouillant des cartons qui les protégeaient.
En 1798, Mercier donna une suite à son Tableau de Paris, Le Nouveau Paris (6 vol. in-12), un ouvrage qui présente des détails intéressants sur les mœurs de la Révolution. En 1801, Mercier fit paraître sa Néologie, vocabulaire de mots nouveaux ou à renouveler, dans lequel il s’élève contre le choix restreint des mots. « C’est la serpe académique, instrument de dommages, dit-il, qui a fait tomber nos antiques richesses ; et moi j’ai dit à tel mot enseveli : Lève-toi, et marche ! Quand Corneille s’est présenté à l’Académie avec son mot invaincu, on l'а mis à la porte. Mais moi, qui sais comment on doit traiter la sottise et la pédanterie, je marche avec une phalange de trois mille mots, infanterie, cavalerie, hussards. S’il y a beaucoup de morts et de blessés dans le combat, eh bien, j’ai une autre armée en réserve, je marche une seconde fois ; car je brûle de culbuter tous ces corps académiques qui n’ont servi qu’à rétrécir l’esprit de l’homme. » Toujours acharné après les poètes du XVIIe siècle, il conseillait aux littérateurs d’abandonner les vers pour la prose, dont la marche, plus libre, lui paraissait mieux se prêter aux inspirations poétiques. Il conseillait également aux écrivains de donner plus de liberté à la prose et de créer hardiment des mots nouveaux toutes les fois que ceux consacrés par l’usage leur paraîtraient insuffisante. Ce n'est que bien plus tard que la postérité littéraire osera suivre Mercier en reconnaissant à la prose sa valeur poétique à l'égal du vers. C’est encore à Mercier que Chateaubriand s'adresse lorsqu’il écrit en 1801, dans la préface d’Atala, que « des volumes entiers de prose descriptive ne valent pas cinquante beaux vers d'Homère, de Virgile ou de Racine ».

### L’Empire
Constant dans ses opinions républicaines, Mercier manifesta peu de goût pour le régime impérial. Ardent défenseur de la paix, il fut blessé de voir le pouvoir tomber dans les mains d’un chef de guerre qui mettait l'Europe à feu et à sang. La restauration de la noblesse, l’institution d’un régime de dictature policière, le retour en force du crime politique furent autant de déceptions pour Mercier qui voyait définitivement partir en fumée tous les espoirs de 1789. « Je ressemble au sicambre Clovis, écrivait-il à Delisle de Sales, dans un moment de découragement ; aujourd’hui que mes rêves politiques se sont évanouis, je suis tenté de brûler ce que j’ai adoré, et d’adorer ce que j’ai brûlé. » Il admirait le génie de Napoléon, mais il ne lui pardonna pas le coup d'État du 18 Brumaire et l’Empire, et s’exprima plusieurs fois à ce sujet avec une liberté de langage qui lui valut les admonestations du ministre de la police Savary. C’est ainsi qu’il avait appelé l’empereur « un sabre organisé ». On raconte dans les Mémoires publiés sous le nom de l’acteur Fleury une altercation entre Mercier et Savary, dans laquelle le ministre menaça de faire mettre l’écrivain à Bicêtre, ce dont Mercier le défia. « Je ne vis plus que pour voir comment tout cela finira » dirait-il. Mercier vit effectivement la fin de l’Empire, mais il mourut quelques jours après le retour des Bourbons. Il avait encore fait partie de la députation de l’Institut qui alla complimenter le comte d’Artois. Marié le 9 février 1814 avec Louise Machard, acte par lequel il légitimait ses trois filles (Héloïse née en 1792, Sébastienne née en 1794 et Pauline née en 1796), Mercier déclara, lorsqu’il tomba malade, qu’il allait rendre son corps à la nature. Il fut inhumé au cimetière du Père-Lachaise (11e division).

## Œuvre

### Style
Les idées et le style de Mercier, esprit enthousiaste, original, ingénieux et féru de paradoxe, associent chaleur et violence, finesse et étrangetés, éloquence et emphase, vues justes et hypothèses discutables. L’ouvrage qui a le plus servi à maintenir sa réputation est son Tableau de Paris (Neuchâtel et Amsterdam, 1781-1790, 12 vol. in-8°), peinture des mœurs, des routines, où sont notés et stigmatisés les abus, les excès, les vices. C’est le XVIIIe siècle non des salons de la haute société ou des maisons de la bourgeoisie, que dépeint Mercier en moraliste et en observateur aigu, mais surtout du petit peuple sous toutes ses faces. Rivarol traita le Tableau de Paris d’« un ouvrage pensé dans la rue et écrit sur la borne; l’auteur a peint la cave et le grenier en sautant le salon. » Le succès en fut extraordinaire non seulement en France, mais aussi en Allemagne, où Mercier fut regardé comme un écrivain de premier ordre. Des éditions abrégées en furent publiées (Paris, 1853 ; 1862, 2 vol. in-18). Suivant Monselet « tout le dix-huitième siècle est contenu dans le Tableau de Paris, surtout le dix-huitième siècle de la rue ; il y a de tout, de tout ce qu’on ne voit pas ou tout ce qui fait détourner la tête. Aussi Mercier avait-il pour habitude de dire qu’il avait écrit avec ses jambes. » Mercier disait que Greuze et lui étaient deux grands peintres ; Greuze avait mis le drame dans la peinture, et lui la peinture dans le drame. « Indépendamment de mes pièces de théâtre, qui sont des peintures morales, ajoutait-il, j’ai fait le plus large tableau qui soit dans le monde entier. » Selon Ratisbonne, « l’ouvrage de Mercier ne méritait ni l’enthousiasme ni le mépris, ni le bruit ni l’oubli. L’observation, les traits fins y abondent ; malgré sa prolixité, il est intéressant et curieux à plus d’un titre. » Ce n’est pas un panorama pittoresque, tant s’en faut, et c’est plutôt le guide d’un moraliste que le vademecum d’un voyageur. L’archéologue et l’antiquaire y chercheraient vainement des documents […] ce n’est pas en historien, encore moins en architecte qu’il en parle, c’est en philosophe. Les mœurs, les coutumes, les contrastes, les extravagances, les excès, les abus, voilà l’inépuisable sujet que s’était proposé Mercier. »

### Une production diversifiée
Les principaux ouvrages dramatiques de Mercier, dans lesquels il tâcha de mettre en pratique ses idées sur le théâtre, sont : Jenneval, ou le Barnevelt français ; L’Habitant de la Guadeloupe (lire en ligne sur Manioc.org) ; la Brouette du vinaigrier ; Le Déserteur ; L'Indigent ; La Maison de Molière ; Jean Hennuyer, évêque de Lisieux ; Louis XI ; Natalie ; Olinde et Sophronie ; etc. Ses pièces ont été réunies sous le titre de Théâtre (Amsterdam, 1778-1784, 4 vol., in-8º).
Il faut encore citer à part, comme faisant la physionomie littéraire de Mercier, l’Essai sur l’art dramatique, composé au moment où ses pièces n’avaient pas encore de succès ; c’est une attaque contre l’ancien théâtre et principalement contre Racine, une tentative de poétique nouvelle, tendant à rejeter les fables et les règles anciennes, à produire sur la scène la société vivante, le peuple, la vie ordinaire. Présentées sous une forme violente et bizarre, ces idées soulevèrent toute la critique contre leur auteur.
On a encore de Mercier : l’Homme sauvage (Amsterdam, 1767, in-8º), roman qu’il prétendit plus tard avoir été imité par Chateaubriand dans Atala ; Songes et visions philosophiques (Paris, 1768, in-12 ; 1789, 2 vol., in-18); Éloges et discours philosophiques (Amsterdam, 1776, in-8º); Mon bonnet de nuit (Neuchatel, 1784, 4 vol. in-8º) ; Portraits des rois de France (Ibid. 1785, 4 vol. in-8º), réimpr. sous le titre d’Histoire de France (Paris, 1802, 6 vol. in-8º) ; Fragments de politique, d’histoire et de morale (Paris, 1793, 3 vol. in-8º); Néologie, ou Vocabulaire de mots nouveaux, à renouveler, ou pris dans des acceptions nouvelles (Paris, 1801, 2 vol. in-8º) ; Jeanne d’Arc, drame traduit de l’allemand de Schiller (1802, in-8º) ; Satire contre Racine et Boileau (1808); etc. Mercier a annoté Jean-Jacques Rousseau (Paris, 1788-1793, 38 vol. in-8º) et ajouté, comme pastiche littéraire, à la Nouvelle Héloïse, une lettre écrite par M. de Volmar après la mort de Julie.

### L’éditeur
En collaboration avec Gabriel Brizard, François Henri Stanislas de L’Aulnaye (1739-1830) et Pierre Prime Félicien Le Tourneur (1737-1788), il publie, de 1788 à 1793, les Œuvres complètes de Jean-Jacques Rousseau en 37 volumes :
t. 1-4 : Julie ou la Nouvelle Héloïse ; Les amours de Milord Edouard Bomston. t. 5-6 : Lettres élémentaires sur la botanique ; Fragments pour un dictionnaire des termes d’usage en botanique. t. 7-9 : Politique. t. 10-13 : Émile ou De l'éducation ; Émile et Sophie ou Les solitaires. t. 14 : Émile, ou De l’éducation ou Pièces relatives à l’Émile. t. 15-17 : Sciences, arts et belles-lettres. t. 18 : Théâtre et poésies. t. 19-22 : Écrits sur la musique. t. 23-26 : Les Corbeaux ; Les Rêveries du promeneur solitaire. t. 27 : Contestation entre Hume et Rousseau avec les pièces justificatives. t. 28 : Pièces diverses relatives aux calomnies publiées contre Rousseau. t. 29-30 : Philosophie. t. 31-35 : Lettres sur divers sujets de philosophie, de morale et de politique. t. 36-37 : Recueil des œuvres de musique de J.-J. Rousseau ; Les consolations des misères de ma vie ou recueil de romances. t. 38 : Recueil de plantes coloriées pour servir à l’intelligence des lettres élémentaires sur la botanique de J.-J. Rousseau. Paris, Poinçot, 1789.

### Postérité
Mercier, de son vivant, fut plus apprécié en Allemagne qu'en France. Il fut, avant Germaine de Staël, le premier Français à prendre une part au pré-romantisme allemand. Très lié à Auguste Schlegel auquel il dédie, en 1808, ses Satyres contre Racine et Boileau, il fut très lu par Schiller et Goethe dont on sait qu'il fut une des principales sources d'inspiration. On mit plus longtemps à reconnaître son rôle de précurseur en France. On a écrit plus tard que tout le drame romantique était déjà en gestation dans son art poétique publié en 1773, le Du théâtre ou Nouvel essai sur l’art dramatique : on y retrouve théorisé, un demi-siècle plus tôt, tout ce que Victor Hugo et Alfred de Musset ont mis à l’œuvre dans leurs pièces. Senancour fut un des premiers à reconnaître en Mercier un grand nom de la littérature française,. Aujourd'hui étudiée dans les classes et à l'université, l’œuvre de Mercier, qui fait l’objet de nombreux travaux et rééditions scientifiques, est considérée à bon droit comme celle d'un auteur de premier plan, entre Rousseau et Chateaubriand, dans la période féconde qui fut la charnière entre les Lumières et le dix-neuvième siècle.

## Liste des œuvres
- Hécube à Pyrrhus, héroïde, s.l. (1760)
- Hypermnestre à Lyncée, héroïde, s.l. (1762)
- Canacée à Macarée et Hypermnestre à Lyncée, héroïdes nouvelles par l’auteur d’Hécube, s.l. (1762)
- Philoctète à Péan, son père, héroïde, s.l. (1762)
- Crizéas et Zelmine, poème, s.l. (1763)
- Épître d’Héloïse à Abailard, imitation nouvelle de Pope, Londres (1763)
- Médée à Jason, après le meurtre de ses enfants, héroïde, suivi d’un morceau tiré de Dante, s.l. (1763)
- Sénèque mourant à Néron, héroïde, s.l. (1763)
- Le Bonheur des gens de lettres, discours, Bordeaux (1763)
- Discours sur la lecture, Paris (1764)
- Saint-Preux à Wolmar après la mort de Julie, ou dernière lettre du roman de la Nouvelle Héloïse, Paris (1764)
- La Boucle de cheveux enlevée, poème héroï-comique de Pope, trad., Amsterdam (1764)
- Héroïdes et autres pièces de poésie, Paris (1764)
- Calas sur l’échafaud à ses juges, poème, s.l. (1765)
- Éloge de René Descartes, Genève et Paris, Chez la Vve Pierres (1765)
- Voyage de Robertson, aux terres australes (1766). Traduction
- Le Génie, poème, Londres et Paris (1766)
- Discours sur les malheurs de la guerre et les avantages de la paix, La Haye (1766)
- Histoire d’Izerben, poète arabe, trad. de l’arabe, Amsterdam et Paris, Cellot (1766)
- Éloge de Charles V, roi de France surnommé Le sage, Amsterdam (1767)
- Les Amours de Chérale, poème en six chants, suivi du bon génie, Amsterdam (1767)
- Lettre de Dulis à son ami, Londres et Paris, Vve Duchesne (1767)
- L’Homme sauvage, histoire trad. de Pfeil, Amsterdam (1767)
- La Sympathie, histoire morale, Amsterdam (1767)
- Virginie, tragédie en cinq actes, Paris, Vve Duchesne (1767)
- Que notre Âme peut se suffire à elle-même, épître philosophique qui a concouru pour le prix de l’Académie française, en 1768, Londres (1768)
- Contes moraux, ou les Hommes comme il y en a peu, Paris, Panckoucke (1768)
- Songes philosophiques, Londres et Paris, Lejay (1768)
- Zambeddin, histoire orientale, Amsterdam et Paris, Delalain (1768)
- Fragments d’un éloge de Henri IV, roi de France, Paris (1768)
- Les Cerises, conte en vers, Paris, Lejay (1769)
- Jenneval ou le Barnevelt français, drame en cinq actes et en prose, Paris (1769)
- Le Déserteur, drame en cinq actes et en prose[N 1], Paris, Lejay (1770)
- Songes d’un ermite, à l’Hermitage de Saint-Amour, Paris, Hardy (1770)
- Olinde et Sophronie, drame héroïque en cinq actes et en prose, Paris, Lejay (1771)
- L'An 2440, rêve s'il en fut jamais, Amsterdam, Van-Harrevelt (1771)
- Le Faux Ami, drame en trois actes en prose, Paris, Lejay (1772)
- L’Indigent, drame en quatre actes en prose, Paris, Lejay (1772)
- L'An deux mille quatre cent quarante. Rêve s'il en fut jamais
- Jean Hennuyer, évêque de Lisieux, drame en trois actes], Londres (1772)
- Du théâtre ou Nouvel essai sur l’art dramatique, Amsterdam, E. van Harrevelt (1773)
- Childéric, premier roi de France, drame héroïque en trois actes, en prose, Londres et Paris, Ruault (1774)
- Le Juge, drame en trois actes, en prose, Londres et Paris, Ruault (1774)
- La Brouette du vinaigrier, drame en trois actes, Londres et Paris (1775)
- Nathalie, drame en quatre actes, Londres et Paris, Ruault (1775)
- Premier mémoire par le Sieur Mercier contre la troupe des Comédiens français, Paris, Vve Herissant (1775)
- Mémoire à consulter et consultation par le Sieur Mercier contre la troupe des comédiens ordinaires du Roi, Paris, Clousier (1775)
- Molière, drame en cinq actes en prose, imité de Goldoni, Amsterdam et Paris (1776)
- La Brouette du vinaigrier, drame en trois actes (1776)
- Éloges et discours académiques qui ont concouru pour les prix de l’Académie française et de plusieurs autres académies, par l’auteur de l’ouvrage intitulé l’an deux mille quatre cent quarante, Amsterdam (1776)
- Les Hommes comme il y en a peu et les Génies comme il n’y en a point, contes moraux orientaux, persans, arabes, turcs, anglais, français, etc., les uns pour rire, les autres à dormir debout, Nouv. éd. Bouillon, impr. de la Soc. Typographique, Neuchâtel (1776)
- Éloges et discours philosophiques, Paris (1776)
- Les Comédiens, ou le Foyer, comédie en un acte et en prose, Paris, Successeurs de la Vve Duchesne (1777)
- De la Littérature et des littérateurs suivi d’un Nouvel examen de la tragédie française, Yverdon (1778)
- Jezennemours, roman dramatique Tome premier; Tome second (1778)
- Theatre complet de M. Mercier. Tome premier; Tome second; Tome troisieme; Tome quatrieme (1778-1784)
- La Vertu chancelante, ou la Vie de Mlle d’Amincourt, Liège et Paris (1778)
- Le Campagnard, ou le Riche désabusé, drame en deux actes et en prose, La Haye (1779)
- Le Charlatan, ou le docteur Sacroton, comédie-parade en un acte, en prose, La Haye et Paris, Vve Ballard et fils (1780)
- La Demande imprévue, comédie en trois actes, Paris, Vve Ballard et Vve Duchesne (1780)
- Tableau de Paris, Hambourg et Neuchâtel, S. Fauche (1781)
- L’Homme de ma connaissance, comédie en deux actes et en prose, Amsterdam et Paris, Vve Ballard et fils (1781)
- Le Gentillâtre, comédie en trois actes et en prose, Amsterdam et Paris (1781)
- Le Philosophe du Port-au-Bled, s.l. (1781)
- Zoé, drame en trois actes, Neuchâtel, Impr. de la Société typographique (1782)
- Les Tombeaux de Vérone, drame en cinq actes, Neuchâtel, Impr. de la Société typographique (1782)
- La Destruction de la Ligue, ou la réduction de Paris, pièce nationale en quatre actes, Amsterdam et Paris (1782)
- L’Habitant de la Guadeloupe, comédie en trois actes, Neuchâtel, Impr. de la Société typographique (1782)
- Portraits des rois de France. Tome premier; Tome second; Tome III; Tome quatrieme (1783)
- La Mort de Louis XI, roi de France, pièce historique, Neuchâtel (1783)
- Montesquieu à Marseille, Lausanne, J.-P. Heubach et Paris, Poinçot (1784)
- Mon Bonnet de nuit, Neuchâtel, Impr. de la Société typographique (1784)
- Charles II, roi d’Angleterre, en certain lieu, comédie très morale en cinq actes très courts, par un disciple de Pythagore, Venise [i.e. Paris] (1784)
- Les Hospices, s.l. (1784)
- L’Observateur de Paris et du royaume, ou Mémoires historiques et politiques, Londres (1785)
- Portrait de Philippe II, roi d’Espagne, Amsterdam (1785)
- Histoire d’une jeune Luthérienne, Neuchâtel, Impr. Jérémie Vitel (1785)
- L'habitant de la Guadeloupe, comedie en trois actes (1785)
- L'An 2440, rêve s'il en fut jamais, 2e éd. suivi de l’Homme de fer, songe, Amsterdam (1786)
- Les Entretiens du Palais-Royal de Paris, Paris, Buisson (1786)
- Vathek, Lausanne, Hignou (1786) [parfois attribué à William Beckford).
- Notions claires sur les gouvernemens. Tome premier; Tome II (1787)
- Songes et visions philosophiques, Amsterdam et Paris (1788)
- Tableau de Paris, nouv. éd. corrigée et augmentée, Amsterdam (1788)
- Les Entretiens du jardin des Tuileries de Paris, Paris, Buisson (1788)
- La Maison de Molière, comédie en cinq actes et en prose, Paris, Guillot (1788)
- Lettre au Roi, contenant un projet pour liquider en peu d’années toutes les dettes de l’État soulageant le peuple du fardeau des impositions, Amsterdam et Paris, chez les Marchands de nouveautés (1789)
- Adieux à l’année 1789[N 2], s.l.n.d. (1789)
- Le Nouveau Doyen de Killerine, comédie en trois actes, en prose, Paris (1790)
- Réflexions très importantes sur les nouvelles élections des municipalités, s.l. (1790)
- De Jean-Jacques Rousseau considéré comme l’un des premiers auteurs de la Révolution, Paris, Buisson (1791)
- Adresse de l’agriculture à MM. de l’Assemblée nationale régénératrice de l’Empire français, Paris, C.-F. Perlet (1791)
- Le ci-devant noble; comédie en trois actes, en prose (1791)
- Fragments de politique et d’histoire, Paris, Buisson (1792)
- Fictions morales, Paris, Impr. du Cercle social (1792)
- Le Vieillard et ses trois filles, pièce en trois actes en prose, Paris, Cercle social (1792)
- Le Ci-Devant noble, comédie en trois actes, Paris, Impr. du Cercle social (1792)
- Réflexions d’un patriote : Ier sur les assignats ; IIe sur les craintes d’une banqueroute nationale ; IIIe sur les causes de la baisse des changes étrangers ; IVe sur l’organisation de la garde nationale ; Ve sur les finances et impositions ; VIe sur les assemblées primaires ; VIIe sur les droits de patentes avec une Adresse aux Français, Paris, Impr. H.-J. Janse (1792)
- Les Crimes de Philippe II, roi d’Espagne, drame historique, s.l. (1792)
- Isotisme ou le Bon Génie, poème en prose suivi de la Sympathie, histoire morale, Paris (1793)
- Opinion de Louis Sébastien Mercier sur Louis Capet, Paris, Impr. de Restif (1793)
- Philédon et Prothumie, poème érotique suivi de fragments des Amours de Chérale, Paris (1793)
- Timon d’Athènes en cinq actes, en prose, imitation de Shakespeare, Paris, Impr. T. Gérard (1794)
- Fénelon dans son diocèse, pièce dramatique en trois actes et en prose, Paris, marchands de nouveautés (1794)
- Discours de L.-S. Mercier prononcé le 18 floréal sur René Descartes, Paris, Impr. Nationale (1796)
- Rapport fait au nom d’une commission spéciale sur l’enseignement des langues vivantes, Paris, Impr. Nationale (1796)
- Second Rapport fait au nom d’une commission spéciale sur l’enseignement des langues vivantes, Paris, Impr. Nationale (1796)
- Rapport et projet de résolution au nom d’une commission, sur la pétition des peintres, sculpteurs, graveurs, architectes, relativement au droit de patente, Paris, Impr. Nationale
- Motion d’ordre et discours sur le rétablissement d’une loterie nationale, Paris, Impr. Nationale (1796)
- Opinion de L.-S. Mercier sur les sépultures privées, Paris, Impr. Bertrand-Quinquet (1796)
- Hortense et d’Artamon, comédie en deux actes et en prose, Paris, Cercle social (1797)
- Le Libérateur, comédie en deux actes, Paris, Cercle social (1797)
- Opinion de L.-S. Mercier sur le message du Directoire, converti en motion, tendant à astreindre les électeurs au serment décrété pour les fonctionnaires publics, Paris, Impr. Bertrand-Quinquet (1797)
- Mon dictionnaire, s.l.n.d. (1798)
- Le Nouveau Paris, Paris, Fuchs (1798)
- Mon bonnet de nuit. Tome premiere; Tome seconde (1798)
- L’An deux mille quatre cent quarante, rêve s’il en fût jamais, suivi de L’homme de fer, songe. Tome premier; Tome second; Tome troisième, Paris, Bresson et Casteret, Dugour et Durand. Nouvelle édition (1798)
- Néologie ou Vocabulaire de mots nouveaux, à renouveler ou pris dans des acceptions nouvelles, Paris, chez Moussard & chez Maradan (1801), 2 vol. (vol.1 & vol.2). Nouvelle édition établie, présentée et annotée par Jean-Claude Bonnet, Belin, 2009.
- Histoire de France, depuis Clovis jusqu’au règne de Louis XVI, Paris, chez Cérioux et Lepetit jeune (1802)
- Satyres contre les astronomes, Paris, Terrelonge (1803)
- Charité, Versailles, Ph.-D. Pierres, Paris, Bossange, Masson & Besson (1804)
- De l’impossibilité du système astronomique de Copernic et de Newton, Paris, Dentu (1806)
- L’Apollon pythique, ou des Arts matériellement imitatifs, Paris (1806)
- Satyres contre Racine et Boileau, Paris, Hénée (1808)
- La Maison de Socrate le sage, comédie en cinq actes, prose, Paris, Duminil-Lesueur (1809) [lire en ligne]

## Sources
- Gustave Vapereau, Dictionnaire universel des littératures, Paris, Hachette, 1876, p. 1381.
- Adolphe Robert, Gaston Cougny (dir.), Dictionnaire des parlementaires français de 1789 à 1889, Paris, Bourloton, 1889, tome 4 (de Méplain à Merlin), p. 341-342.